# Lijst van voetbalinterlands Nigeria - Zuid-Afrika
Deze lijst van voetbalinterlands is een overzicht van alle officiële voetbalwedstrijden tussen de nationale teams van Nigeria en Zuid-Afrika. De Afrikaanse landen hebben tot op heden zeventien keer tegen elkaar gespeeld. De eerste ontmoeting was een kwalificatiewedstrijd voor het Wereldkampioenschap voetbal 1994 op 10 oktober 1992 in Lagos. Het laatste duel, een kwalificatiewedstrijd voor het Wereldkampioenschap voetbal 2026, werd gespeeld op 7 juni 2024 in Uyo.

## Wedstrijden
| №  | Plaats         | Datum             | Competitie                           | Wedstrijd             | Uitslag |
| -- | -------------- | ----------------- | ------------------------------------ | --------------------- | ------- |
| 1  | Lagos          | 10 oktober 1992   | WK 1994 kwalificatie                 | Nigeria − Zuid-Afrika | 4 − 0   |
| 2  | Johannesburg   | 16 januari 1993   | WK 1994 kwalificatie                 | Zuid-Afrika − Nigeria | 0 − 0   |
| 3  | Lagos          | 10 februari 2000  | Afrika Cup 2000                      | Zuid-Afrika − Nigeria | 0 − 2   |
| 4  | Monastir       | 31 januari 2004   | Afrika Cup 2004                      | Nigeria − Zuid-Afrika | 4 − 0   |
| 5  | Johannesburg   | 7 november 2004   | Vriendschappelijk                    | Zuid-Afrika − Nigeria | 2 − 1   |
| 6  | Abuja          | 1 juni 2008       | WK 2010 kwalificatie                 | Nigeria − Zuid-Afrika | 2 − 0   |
| 7  | Port Elizabeth | 6 september 2008  | WK 2010 kwalificatie                 | Zuid-Afrika − Nigeria | 0 − 1   |
| 8  | Durban         | 14 augustus 2013  | Vriendschappelijk                    | Zuid-Afrika − Nigeria | 0 − 2   |
| 9  | Kaapstad       | 19 januari 2014   | African Championship of Nations 2014 | Zuid-Afrika − Nigeria | 1 − 3   |
| 10 | Kaapstad       | 10 september 2014 | Afrika Cup 2015 kwalificatie         | Zuid-Afrika − Nigeria | 0 − 0   |
| 11 | Uyo            | 19 november 2014  | Afrika Cup 2015 kwalificatie         | Nigeria − Zuid-Afrika | 2 − 2   |
| 12 | Nelspruit      | 29 maart 2015     | Vriendschappelijk                    | Zuid-Afrika − Nigeria | 1 − 1   |
| 13 | Uyo            | 10 juni 2017      | Afrika Cup 2019 kwalificatie         | Nigeria − Zuid-Afrika | 0 − 2   |
| 14 | Johannesburg   | 17 november 2018  | Afrika Cup 2019 kwalificatie         | Zuid-Afrika − Nigeria | 1 − 1   |
| 15 | Caïro          | 10 juli 2019      | Afrika Cup 2019                      | Nigeria − Zuid-Afrika | 2 − 1   |
| 16 | Bouaké         | 7 februari 2024   | Afrika Cup 2023                      | Nigeria − Zuid-Afrika | 1 − 1   |
| 17 | Uyo            | 7 juni 2024       | WK 2026 kwalificatie                 | Nigeria − Zuid-Afrika | 1 − 1   |

## Samenvatting
| Competitie                      | Totaal gespeeld | Winst Nigeria | Gelijk | Winst Zuid-Afrika | Doelsaldo Nigeria – Zuid-Afrika |
| ------------------------------- | --------------- | ------------- | ------ | ----------------- | ------------------------------- |
| WK-kwalificatie                 | 5               | 3             | 2      | 0                 | 8 − 1                           |
| Afrika Cup                      | 4               | 3             | 1      | 0                 | 9 − 2                           |
| Afrika Cup-kwalificatie         | 4               | 0             | 3      | 1                 | 3 − 5                           |
| African Championship of Nations | 1               | 1             | 0      | 0                 | 3 − 1                           |
| Vriendschappelijk               | 3               | 1             | 1      | 1                 | 4 − 3                           |
| Totaal                          | 17              | 8             | 7      | 2                 | 27 − 12                         |

## Details

### Eerste ontmoeting
| WK 1994 kwalificatie (Lagos, Nigeria, 10 oktober 1992): |              | |
| Nigeria | 4 – 0        | Zuid-Afrika |
| Richard Owubokiri 33' Samson Siasia 55' Rashidi Yekini 64' Rashidi Yekini 88'                                                                                         | goals        | |
| Clemens Westerhof | bondscoach   | Stanley Tshabalala |
| Ike Shorunmu Nduka Ugbade Augustine Eguavoen Stephen Keshi Ben Iroha Emeka Ezeugo Precious Monye Samson Siasia Rashidi Yekini Richard Owubokiri 78' Victor Ikpeba 63' | opstellingen | Mark Anderson Sizwe Motaung Sam Kambule Roger Links Steve Komphela 75' Lucas Radebe Neil Tovey 53' Mike Rowbottom August Makalakalane Bennett Masinga Phil Masinga |
| Finidi George 63' Taofik Malik 78' | wissels      | 53' Donald Khuse 75' Peter Gordon |
| Augustine Eguavoen 20' Ben Iroha 34' Emeka Ezeugo 80' | gele kaarten | 76' August Malalakalane 76' Peter Gordon |

### Tweede ontmoeting
| WK 1994 kwalificatie (Johannesburg, Zuid-Afrika, 16 januari 1993): |              | |
| Zuid-Afrika | 0 – 0        | Nigeria |
| | goals        | |
| Augusto Palacios | bondscoach   | Clemens Westerhof |
| Steve Crowley Sizwe Motaung Rudolph Seale Steve Komphela Lucas Radebe Theophilus Khumalo Donald Khuse 69' John Moshoeu Fani Madida George Dearnaley Calvin Petersen 52' | opstellingen | Alloy Agu Reuben Agboola Ben Iroha Stephen Keshi Uche Okechukwu Friday Elaho 42' Victor Ikpeba 65' Emeka Ezeugu Daniel Amokachi Rashidi Yekini Samson Siasia |
| Harold Legodi 52' Innocent Mcwango 69' | wissels      | 42' Finidi George 65' Tijani Babalade |
| Theophilus Khumalo 65' Innocent Mcwango 72' | gele kaarten | 52' Reuben Agboola 85' Uche Okechukwu |

NFA · A-internationals · Selecties · Bondscoaches · Statistieken · Nigeriaans vrouwenelftal · Olympisch elftal · Nigeria U21 · Nigeria U20 · Nigeria U19 · Nigeria U18 · Nigeria U17
1950 – 1959 · 
1960 – 1969 · 
1970 – 1979 · 
1980 – 1989 · 
1990 – 1999 · 
2000 – 2009 · 
2010 – 2019 ·
2020 − 2029
CC 1995 · 
CC 2013
WK 1994 · 
WK 1998 · 
WK 2002 · 
WK 2010 · 
WK 2014 · 
WK 2018
OS 1968 · 
OS 1980 · 
OS 1988 · 
OS 1996 · 
OS 2000 · 
OS 2008 · 
OS 2016
1949 · 
1950 · 1951 · 1952 · 1953 · 1954 · 
1955 · 
1956 · 
1957 · 
1958 · 
1959 · 
1960 · 
1961 · 
1962 · 
1963 · 
1964 · 
1965 · 
1966 · 
1967 · 
1968 · 
1969 · 
1970 · 
1971 · 
1972 · 
1973 · 
1974 · 
1975 · 
1976 · 
1977 · 
1978 · 
1979 · 
1980 · 
1981 · 
1982 · 
1983 · 
1984 · 
1985 · 
1986 · 
1987 · 
1988 · 
1989 · 
1990 · 
1991 · 
1992 · 
1993 · 
1994 · 
1995 · 
1996 · 
1997 · 
1998 · 
1999 · 
2000 · 
2001 · 
2002 · 
2003 · 
2004 · 
2005 · 
2006 · 
2007 · 
2008 · 
2009 · 
2010 · 
2011 · 
2012 · 
2013 · 
2014 ·
2015 ·
2016 ·
2017 ·
2018 ·
2019 ·
2020 ·
2021 ·
2022
Algerije ·
Angola ·
Argentinië ·
Australië ·
Benin ·
Bosnië en Herzegovina ·
Botswana ·
Brazilië ·
Bulgarije ·
Burkina Faso ·
Burundi ·
Canada ·
Centraal-Afrikaanse Republiek ·
Colombia ·
Congo-Brazzaville ·
Congo-Kinshasa ·
Costa Rica ·
Denemarken ·
Duitsland ·
Ecuador ·
Egypte ·
Engeland ·
Equatoriaal-Guinea ·
Eritrea ·
Ethiopië ·
Frankrijk ·
Gabon ·
Gambia ·
Georgië ·
Ghana ·
Griekenland ·
Guinee ·
Guinee-Bissau ·
Ierland ·
IJsland ·
Indonesië ·
Iran ·
Italië ·
Ivoorkust ·
Jamaica ·
Japan ·
Joegoslavië ·
Jordanië ·
Kaapverdië · 
Kameroen ·
Kenia ·
Kroatië ·
Lesotho ·
Liberia ·
Libië ·
Luxemburg ·
Madagaskar ·
Malawi ·
Mali ·
Marokko ·
Mexico ·
Mozambique ·
Namibië ·
Nederland ·
Niger ·
Noord-Korea ·
Noord-Macedonië ·
Noorwegen ·
Oeganda ·
Oekraïne ·
Oezbekistan ·
Oostenrijk ·
Paraguay ·
Peru ·
Polen ·
Portugal ·
Roemenië ·
Rwanda ·
Saoedi-Arabië ·
Sao Tomé en Principe ·
Schotland ·
Senegal ·
Servië ·
Seychellen ·
Sierra Leone ·
Soedan ·
Spanje ·
Swaziland ·
Tahiti ·
Tanzania ·
Thailand ·
Togo ·
Tsjaad ·
Tsjechië ·
Tunesië ·
Uruguay ·
Venezuela ·
Verenigde Staten ·
Zambia ·
Zimbabwe ·
Zuid-Afrika ·
Zuid-Korea ·
Zweden ·
Zwitserland
Argentinië (2010) ·
Argentinië (2014) ·
Argentinië (2018) ·
Bosnië en Herzegovina (2014) ·
Burkina Faso (2013) ·
Frankrijk (2014) ·
Iran (2014) ·
IJsland (2018) ·
Kroatië (2018) ·
Zuid-Korea (2010)
SAFA · A-internationals · Bondscoaches · Selecties · Statistieken · Zuid-Afrikaans vrouwenelftal · Olympisch elftal · Zuid-Afrika U21 · Zuid-Afrika U19 · Zuid-Afrika U17
1906 – 1919 ·
1920 – 1929 ·
1930 – 1939 ·
1940 – 1949 · 
1950 – 1959 · 
1960 – 1969 · 
1970 – 1979 · 
1980 – 1989 · 
1990 – 1999 · 
2000 – 2009 · 
2010 – 2019 ·
2020 − 2029
AC 1996 · 
AC 1998 · 
AC 2000 · 
AC 2002 · 
AC 2004 · 
AC 2006 · 
AC 2008 · 
AC 2013
WK 1998 · 
WK 2002 · 
WK 2010
OS 2000 ·
OS 2016 ·
OS 2020
1947 · 
1948–1949 · 
1950 · 
1951-1952 ·
1953 · 
1954 · 
1955 · 
1956–1991 · 
1992 · 
1993 · 
1994 · 
1995 · 
1996 · 
1997 · 
1998 · 
1999 · 
2000 · 
2001 · 
2002 · 
2003 · 
2004 · 
2005 · 
2006 · 
2007 · 
2008 · 
2009 · 
2010 · 
2011 · 
2012 · 
2013 · 
2014 · 
2015 · 
2016 ·
2017 ·
2018 ·
2019 ·
2020 ·
2021 ·
2022 ·
2023 ·
2024
Algerije ·
Andorra ·
Angola ·
Argentinië ·
Australië ·
Benin ·
Bolivia ·
Botswana ·
Brazilië ·
Bulgarije ·
Burkina Faso ·
Burundi ·
Canada ·
Centraal-Afrikaanse Republiek ·
Chili ·
Colombia ·
Comoren ·
Congo-Brazzaville ·
Congo-Kinshasa ·
Costa Rica ·
Denemarken ·
Duitsland ·
Ecuador ·
Egypte ·
Engeland ·
Equatoriaal-Guinea ·
Ethiopië ·
Frankrijk ·
Gabon ·
Gambia ·
Georgië ·
Ghana ·
Guatemala ·
Guinee ·
Guinee-Bissau ·
Honduras ·
Ierland ·
IJsland ·
Irak ·
Israël ·
Italië ·
Ivoorkust ·
Jamaica ·
Japan ·
Kaapverdië ·
Kameroen ·
Kenia ·
Lesotho ·
Liberia ·
Libië ·
Madagaskar ·
Malawi ·
Mali ·
Malta ·
Marokko ·
Mauritanië ·
Mauritius ·
Mexico ·
Mozambique ·
Namibië ·
Nederland ·
Nieuw-Zeeland ·
Niger ·
Nigeria ·
Noord-Korea ·
Noorwegen ·
Oeganda ·
Panama ·
Paraguay ·
Polen ·
Portugal ·
Rwanda ·
Saoedi-Arabië ·
Sao Tomé en Principe ·
Schotland ·
Senegal ·
Servië ·
Seychellen ·
Sierra Leone ·
Slovenië ·
Soedan ·
Spanje ·
Swaziland ·
Tanzania ·
Thailand ·
Trinidad en Tobago ·
Tsjaad ·
Tsjechië ·
Tunesië ·
Turkije ·
Uruguay ·
Verenigde Arabische Emiraten ·
Verenigde Staten ·
Zambia ·
Zimbabwe ·
Zuid-Soedan ·
Zweden
Frankrijk (2010) ·
Mexico (2010) ·
Paraguay (2002) · 
Slovenië (2002) · 
Spanje (2002) · 
Uruguay (2010)